# Raffael Zeder
Raffael Zeder (* 10. August 1980 in Luzern) ist ein Schweizer Fussballschiedsrichter und Schiedsrichterassistent. Er gehört dem Regionalverband des Innerschweizerischen Fussballverbandes  an und kommt in der höchsten Schweizer Fussball-Spielklasse, der Super League, sowie in internationalen Spielen zum Einsatz.

## Karriere

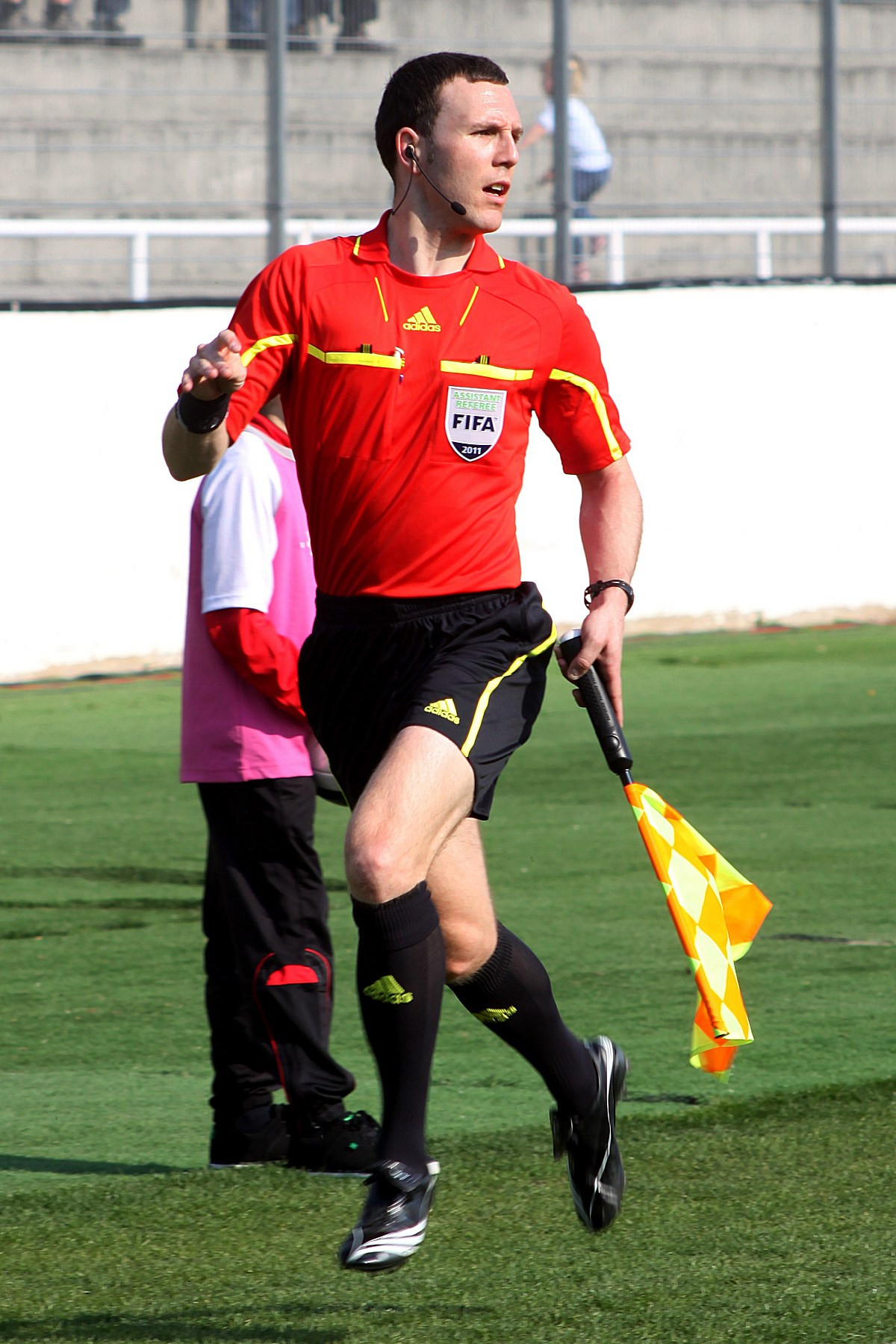
Raffael Zeder, seit 2007 international als FIFA-Assistent im Einsatz

Ohne zuvor selbst vereinsmässig Fussball gespielt zu haben, legte Raffael Zeder 1997, wie er selbst ausführt, aus «Freude am Fussball» die Prüfung zum Fussballschiedsrichter ab; er sah in dieser Tätigkeit eine «persönliche Herausforderung».
Nachdem er sich anfänglich über die untersten Spielklassen hatte emporarbeiten müssen, konnte er sich 2002 für die 2. Liga interregional (vierthöchste Leistungsstufe) qualifizieren, wo er am 26. Oktober 2002 im Spiel FC Nordstern Basel gegen FC Aarberg sein Debüt gab. Bereits ein Jahr später schaffte er den Aufstieg in die 1. Liga (vierthöchste Leistungsstufe), wo er am 10. August 2003 in der Begegnung zwischen BSC Young Boys U-21 und dem FC Colombier erstmals eingesetzt wurde.
Ab der Saison 2004/05 konnte sich Zeder als Schiedsrichterassistent für die Challenge League (zweithöchste Spielklasse) qualifizieren, wo er am 28. August 2004 im Spiel AC Lugano gegen FC Baulmes (5:1) seinen ersten Einsatz hatte. Nachdem die Schiedsrichterbeobachter seine guten Leistungen honorierten, durfte Zeder ab der Saison 2005/06 in der Axpo Super League auflaufen. Dort gab er am 23. Juli 2005 als Assistent von Schiedsrichter Claudio Circhetta im Spiel FC Aarau gegen FC St. Gallen (1:4) sein Debüt.
Zuvor musste er sich jedoch entscheiden, ob er seinen weiteren Weg als Schiedsrichter oder als Schiedsrichterassistent beschreiten möchte. Zeder wählte jenen des Assistenten und hatte damit Erfolg, denn ab 2005 kam er damit auch in internationalen Spielen zum Einsatz. Am 28. Juli 2005 kam er im UEFA-Cup – an der Seite von Schiedsrichter Claudio Circhetta, mit dem er anfänglich ein Team bildete – beim Spiel Viking Stavanger gegen FC Portadown (1:0) erstmals im Ausland zum Einsatz. Mit 1. Januar 2007 wurde Zeder für das Kader der Schweizer FIFA-Assistenten nominiert, dem er seitdem angehört. Erstmals durfte er am 7. Februar 2007 im Freundschaftsspiel zwischen Luxemburg und Gambia (2:1) als Assistent von Schiedsrichter Claudio Circhetta das FIFA-Wappen tragen.

## Internationale Einsätze

### Als Schiedsrichterassistent
Stand: 29. April 2011
| Spiel | Datum      | Bewerb                         | Heimmannschaft              | – | Gastmannschaft       | Ergebnis | Schiedsrichter     | Anmerkung |
| ----- | ---------- | ------------------------------ | --------------------------- | - | -------------------- | -------- | ------------------ | --------- |
| 01    | 28.07.2005 | UEFA-Cup Qualifikation         | Viking Stavanger            | – | FC Portadown         | 1:0      | Claudio Circhetta  |           |
| 02    | 27.08.2006 | Österreichische Bundesliga     | FK Austria Wien             | – | SV Ried              | 1:1      | Cyril Zimmermann   |           |
| 03    | 07.02.2007 | Freundschaftsspiel             | Luxemburg                   | – | Gambia               | 2:1      | Claudio Circhetta  |           |
| 04    | 16.08.2007 | UEFA-Cup Qualifikation         | CFR Cluj                    | – | Anorthosis Famagusta | 1:3      | Claudio Circhetta  |           |
| 05    | 20.11.2007 | U-21 EM-Qualifikation          | Irland                      | – | Bulgarien            | 1:0      | Jérôme Laperrière  |           |
| 06    | 06.02.2008 | Freundschaftsspiel             | Italien                     | – | Portugal             | 3:1      | Sascha Kever       |           |
| 07    | 20.04.2008 | Österreichische Bundesliga     | SK Rapid Wien               | – | SCR Altach           | 3:0      | Carlo Bertolini    |           |
| 08    | 24.05.2008 | Freundschaftsspiel             | Niederlande                 | – | Ukraine              | 3:0      | Claudio Circhetta  |           |
| 09    | 13.07.2008 | UEFA Intertoto Cup             | Panionios Athen             | – | OFK Belgrad          | 3:1      | Sascha Kever       |           |
| 10    | 17.07.2008 | UEFA-Cup                       | EB/Streymur                 | – | Manchester City      | 0:2      | Nicole Petignat    |           |
| 11    | 20.08.2008 | Freundschaftsspiel             | Slowenien                   | – | Kroatien             | 2:3      | Claudio Circhetta  |           |
| 12    | 28.08.2008 | UEFA-Cup                       | Rosenborg Trondheim         | – | Djurgårdens IF       | 5:0      | Sascha Kever       |           |
| 13    | 11.10.2008 | WM-Qualifikation               | San Marino                  | – | Slowakei             | 1:3      | Sascha Kever       |           |
| 14    | 09.11.2008 | Tunesische Meisterschaft       | Espérance Sportive de Tunis | – | Club Africain Tunis  | 2:2      | Jérôme Laperrière  |           |
| 15    | 11.02.2009 | Freundschaftsspiel             | Portugal                    | – | Finnland             | 1:0      | Carlo Bertolini    |           |
| 16    | 10.04.2009 | Österreichische Bundesliga     | SV Mattersburg              | – | SCR Altach           | 5:4      | Nikolaj Hänni      |           |
| 17    | 16.07.2009 | Europa-League-Qualifikation    | FC Sestaponi                | – | Helsingborgs IF      | 1:2      | Carlo Bertolini    |           |
| 18    | 30.07.2009 | Europa-League-Qualifikation    | Polonia Warschau            | – | NAC Breda            | 0:1      | Sascha Kever       |           |
| 19    | 20.08.2009 | Europa-League-Play-off         | Athletic Bilbao             | – | Tromsø IL            | 3:2      | Sascha Kever       |           |
| 20    | 09.09.2009 | WM-Qualifikation               | Montenegro                  | – | Zypern               | 1:1      | Cyril Zimmermann   |           |
| 21    | 17.09.2009 | Europa League                  | Fenerbahçe Istanbul         | – | FC Twente Enschede   | 1:2      | Claudio Circhetta  |           |
| 22    | 22.10.2009 | Europa League                  | FK Ventspils                | – | Sporting Lissabon    | 1:2      | Sascha Kever       |           |
| 23    | 14.11.2009 | Freundschaftsspiel             | Italien                     | – | Niederlande          | 0:0      | Claudio Circhetta  |           |
| 24    | 03.03.2010 | Freundschaftsspiel             | Polen                       | – | Bulgarien            | 2:0      | Sascha Kever       |           |
| 25    | 25.05.2010 | Freundschaftsspiel             | Irland                      | – | Paraguay             | 2:1      | Jérôme Laperrière  |           |
| 26    | 02.06.2010 | Freundschaftsspiel             | Paraguay                    | – | Griechenland         | 2:0      | Cyril Zimmermann   |           |
| 27    | 28.07.2010 | Champions-League-Qualifikation | FK Aqtöbe                   | – | Hapoel Tel Aviv      | 1:0      | Sascha Kever       |           |
| 28    | 19.08.2010 | Europa League Play-off         | ZSKA Moskau                 | – | Anorthosis Famagusta | 4:0      | Sascha Kever       |           |
| 29    | 30.09.2010 | Europa League                  | Sporting Lissabon           | – | Lewski Sofia         | 5:0      | Sascha Kever       |           |
| 30    | 22.12.2010 | Freundschaftsspiel             | Qatar                       | – | Estland              | 2:0      | Carlo Bertolini    |           |
| 31    | 29.03.2011 | Freundschaftsspiel             | Portugal                    | – | Finnland             | 2:0      | Stephan Studer     |           |
| 32    | 17.04.2011 | Österreichische Bundesliga     | SC Magna Wiener Neustadt    | – | SV Ried              | 0:2      | Daniel Wermelinger |           |

## Privates
Raffael Zeder studierte von 2001 bis 2006 an den Universitäten Basel und Lausanne erfolgreich ein Studium der Rechtswissenschaften. 2007 absolvierte er am Obergericht des Kantons Luzern sowie in einer Luzerner Anwaltskanzlei sein Rechtspraktikum, ehe er 2009 das Rechtsanwaltspatent des Kantons Luzern erhielt. Von 2008 bis 2010 war er an der Universität Luzern am Lehrstuhl für Gesellschaftsrecht als wissenschaftlicher Assistent tätig. Seit 2010 ist er in einer Advokatur und Notariat als Rechtsanwalt tätig.
Aufgrund seiner juristischen Ausbildung ist Zeder überdies Richter am Rekursgericht des Innerschweizerischen Fussballverbandes (IFV)
und der Association Suisse de Droit du Sport (ASDS), der Sportrechtsvereinigung in der Schweiz.
Raffael Zeder ist verheiratet und hat keine Kinder.